# Henry Dickinson Green

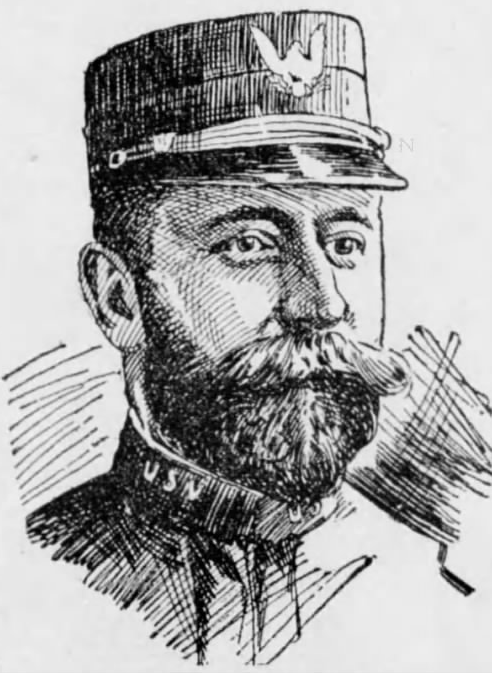
Henry Dickinson Green

Henry Dickinson Green (* 3. Mai 1857 in Reading, Pennsylvania; † 29. Dezember 1929 ebenda) war ein US-amerikanischer Politiker. Zwischen 1899 und 1903 vertrat er den Bundesstaat Pennsylvania im US-Repräsentantenhaus.

## Werdegang
Henry Green besuchte die öffentlichen Schulen seiner Heimat. Im Jahr 1872 absolvierte er die Reading High School. Danach studierte er bis 1877 am Yale College. Nach einem anschließenden Jurastudium und seiner 1879 erfolgten Zulassung als Rechtsanwalt begann er in Reading in diesem Beruf zu arbeiten. Gleichzeitig schlug er als Mitglied der Demokratischen Partei eine politische Laufbahn ein. Zwischen 1883 und 1886 war er Abgeordneter im Repräsentantenhaus von Pennsylvania; von 1889 bis 1896 gehörte er dem Staatssenat an. Green nahm auch als Hauptmann am Spanisch-Amerikanischen Krieg teil. Im Juli 1900 nahm er als Delegierter an der Democratic National Convention in Kansas City teil.
Nach dem Tod des Abgeordneten Daniel Ermentrout wurde Green bei der fälligen Nachwahl für den neunten Sitz von Pennsylvania als dessen Nachfolger in das US-Repräsentantenhaus in Washington, D.C. gewählt, wo er am 7. November 1899 sein neues Mandat antrat. Nach einer Wiederwahl konnte er bis zum 3. März 1903 im Kongress verbleiben. Im Jahr 1902 verzichtete er auf eine weitere Kandidatur.
Nach dem Ende seiner Zeit im US-Repräsentantenhaus praktizierte Green wieder als Anwalt. Außerdem war er im Zeitungsgeschäft tätig: In Reading gab er zwischen 1903 und 1913 zwei Zeitungen heraus. Seit 1920 war er auch im Staat Texas als Rechtsanwalt zugelassen. Er stieg damals zudem in das Ölgeschäft ein. Henry Green starb am 29. Dezember 1929 in Reading und wurde auf dem Nationalfriedhof Arlington in Virginia beigesetzt.